# 近藤邦康
近藤 邦康（こんどう くにやす、1934年 - 2023年1月6日 ）は、日本の政治学者、東京大学名誉教授。学位は修士（文学・東京大学）。愛知県出身。

## 人物・略歴
1934年、愛知県生まれ。東海高等学校卒業。1957年に東京大学文学部中国文学科を卒業後、東京大学大学院へ進学する。1959年、東京大学大学院人文科学研究科（中国語中国文学専攻）修士課程を修了し、文学修士となる。以後、北海道大学助教授、東京大学社会科学研究所教授を歴任し、1995年、定年により退官すると、東京大学名誉教授に就任した。定年退官後は大東文化大学法学部政治学科教授に就任し、2006年に退職した。
日本現代中国学会の理事長（1994年から1998年）、中国社会文化学会の理事（1991年から1995年）を務めた。

## 主な研究
中国近現代の思想史や中国政治が専門で、毛沢東思想などを研究領域としていた。

## 論文
- 楊昌済と毛沢東 : 初期毛沢東の「土哲学」 （1981年11月14日、東京大学社会科學研究33（4）　57ページ）
- 中国十ヶ月 : 学術交流の側面から　（1983年8月19日、東京大学社会科學研究35（2）　125ページ）
- 一日本人の眼から見た章炳麟の思想　（1984年2月13日、東京大学社会科學研究35（5）　253ページ）
- 長沙時代の毛沢東 : 哲学・運動・主義 （1985年12月14日、東京大学社会科學研究37（5）　1ページ）
- 北京・上海の毛沢東研究と井岡山・瑞金の旅 : 日中学術交流の報告　（1989年3月4日、東京大学社会科學研究40（5）127ページ）
- <書評>李沢厚著『中国現代思想史論』 （1989年9月30日、東京大学社会科學研究40（3）　206ページ）
- 中国1990年3月-7月 : 日中学術交流の報告(三) （1991年8月20日、東京大学社会科學研究43（1）　173ページ）
- 中国の革命・社会主義・改革 : 毛沢東再考 （1993年2月17日、東京大学社会科學研究44（5）　2ページ）

## 著書
- 辛亥革命 思想の形成 1972. 紀伊国屋新書
- 中国近代思想史研究 勁草書房, 1981.12. 東京大学社会科学研究所研究叢書
- 毛沢東 実践と思想 岩波書店, 2003.7.

## 共編著
- 中国近代の思想家 湯志鈞共著. 岩波書店, 1985.10.
- ペレストロイカと改革・開放 中ソ比較分析 和田春樹共編. 東京大学出版会, 1993.11.

## 翻訳
- 章炳麟集 清末の民族革命思想 西順蔵共編訳 1990.9. 岩波文庫
- 新編原典中国近代思想史 全6巻 野村浩一,並木頼寿,坂元ひろ子,砂山幸雄,村田雄二郎共編 岩波書店, 2010-11